# In the Morning (J. Cole)
In the Morning è un singolo del rapper statunitense J. Cole, pubblicato il 12 novembre 2010. Il brano vanta la collaborazione del rapper canadese Drake.